# Weigel (cráter)

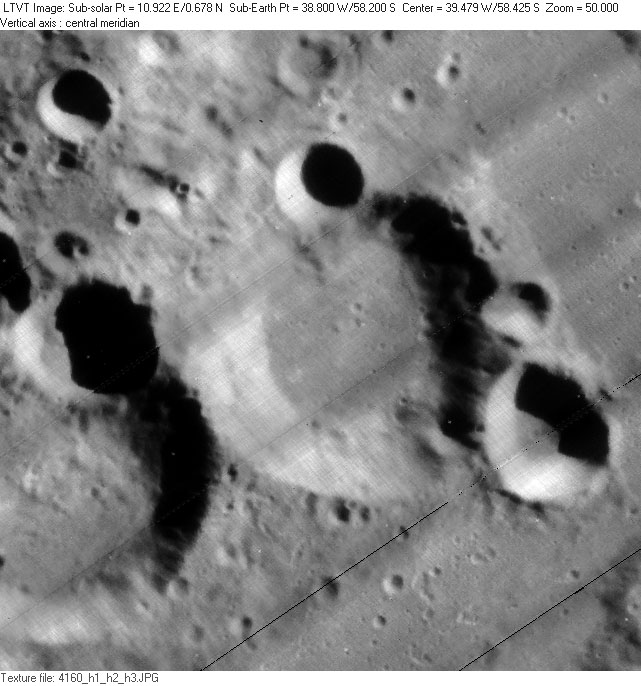
Otra fotografía de la misión Lunar Orbiter 4

Weigel es un pequeño cráter de impacto que se encuentra en la parte suroeste de la Luna, al oeste-suroeste del cráter ligeramente más grande Rost, y al sur de Schiller, reconocible por su forma alargada. Al oeste se halla Segner.
|  |

El borde de esta formación aparece ligeramente erosionado, con un pequeño cráter que atraviesa el borde norte y el cráter satélite Weigel A y otro cráter que se introducen ligeramente en la cara oriental. El cráter Weigel B, en realidad un poco más grande que Weigel, está unido al exterior suroeste. Este cráter satélite está cubierto por múltiples impactos en su borde norte y occidental.
Las paredes interiores de Weigel tienen solamente algunas irregularidades secundarias, y su talud generalmente es uniforme hasta alcanzar el suelo del cráter. El suelo interior es un llano plano, casi sin rasgos reseñables.
Weigel se encuentra dentro de la parte sureste de la Cuenca Schiller-Zucchius.

## Cráteres satélite
Por convención estos elementos son identificados en los mapas lunares poniendo la letra en el lado del punto medio del cráter que está más cercano a Weigel.
|        | \| Weigel \| Coordenadas \| Diámetro \| \| ------ \| ------------------------------ \| -------- \| \| A \| 58°36′S 37°48′O / -58.6, -37.8 \| 17 km \| \| B \| 58°48′S 41°06′O / -58.8, -41.1 \| 37 km \| \| C \| 59°30′S 41°54′O / -59.5, -41.9 \| 10 km \| \| D \| 58°00′S 41°36′O / -58.0, -41.6 \| 16 km \| \| E \| 56°54′S 42°18′O / -56.9, -42.3 \| 11 km \| \| F \| 57°30′S 40°54′O / -57.5, -40.9 \| 7 km \| \| G \| 57°42′S 35°18′O / -57.7, -35.3 \| 7 km \| \| H \| 58°12′S 40°36′O / -58.2, -40.6 \| 15 km \| |          |
| Weigel | Coordenadas | Diámetro |
| A      | 58°36′S 37°48′O / -58.6, -37.8 | 17 km    |
| B      | 58°48′S 41°06′O / -58.8, -41.1 | 37 km    |
| C      | 59°30′S 41°54′O / -59.5, -41.9 | 10 km    |
| D      | 58°00′S 41°36′O / -58.0, -41.6 | 16 km    |
| E      | 56°54′S 42°18′O / -56.9, -42.3 | 11 km    |
| F      | 57°30′S 40°54′O / -57.5, -40.9 | 7 km     |
| G      | 57°42′S 35°18′O / -57.7, -35.3 | 7 km     |
| H      | 58°12′S 40°36′O / -58.2, -40.6 | 15 km    |